# Mehlplatz

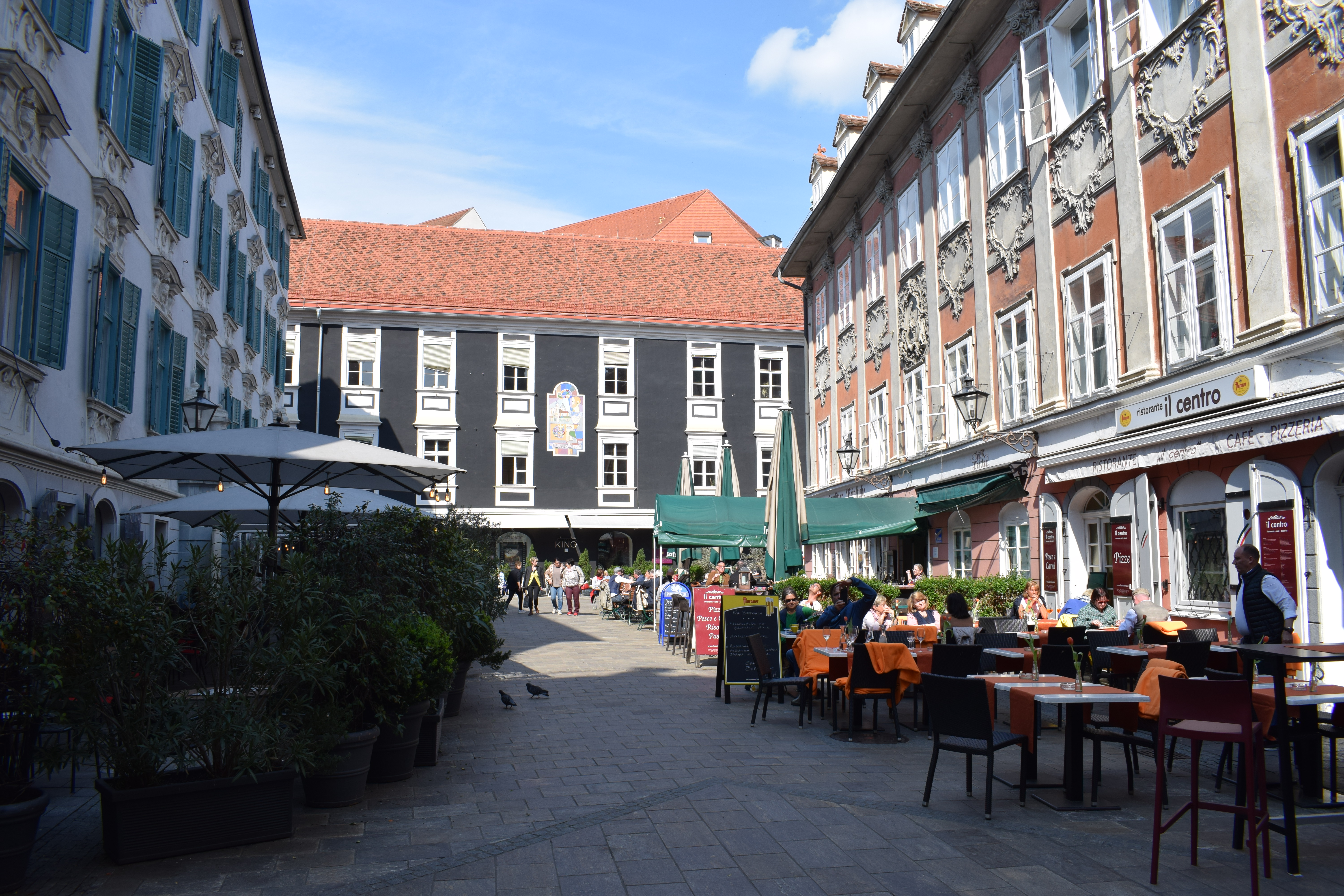
Blick von Südwesten über den Mehlplatz

Der Mehlplatz ist ein Platz in Graz. Er befindet sich im Bezirk Innere Stadt und damit im historischen Zentrum der Stadt. Die Geschichte des Platzes, dessen Name häufig wechselte, reicht bis ins Mittelalter zurück. Die ihn umgebenden Gebäude beherbergen heute Bars und Restaurants.

## Entwicklung
Der Mehlplatz erstreckt sich von der Färbergasse trapezförmig in Richtung Südwesten, wo ihn die Prokopigasse quert. Hier führt ein schmaler Durchgang (eine s.g. Reiche) zum Hauptplatz. Auch Färberplatz und Glockenspielplatz liegen in unmittelbarer Nähe. Neben dem Hauptplatz und dem kleinen Glockenspielplatz ist der Mehlplatz die einzige Platzanlage, die bis in das Mittelalter zurückgeht. Die Fläche ist erstmals im 15. Jahrhundert als Ort „bei den Gäubänken“ (Gäubank = Fleischbank für Fleischhauer, die vom Lande in die Stadt mit Fleisch kommen.) fassbar. Die Bezeichnung Mehlplatz taucht erstmals 1785 auf. Im Lauf seiner Geschichte wurden er und der unmittelbar benachbarte Glockenspielplatz oft auch einfach als Erweiterungen der vorbeiführenden Färbergasse gesehen und beide schlicht „Platzln“ (zeitgenössisch „Bläzl“ etc.) genannt. An weiteren Namen sind die Bezeichnungen „Plätzl“, „Färberplatzel“, „Pläzl vor der Abundischen Behausung“ oder „Abundipläzl“ überliefert. Letztere beziehen sich auf Graf Abondio Inzaghi, der das prächtigste Haus am Platz (Mehlplatz 1) zwischen 1660 und 1666 umbauen ließ. Ab 1816 befand sich in diesem Haus die Tabak- und Kameral-Siegelgefälle-Administration, weswegen der Platz zu dieser Zeit als Taba(c)kamtsplatzl bezeichnet wurde.
1571 vergrößerte sich der Mehlplatz, da Wolfgang (Wolf) von Stubenberg eine bessere Sicht von seinem Haus Mehlplatz Nr. 2 haben wollte und daher ein benachbartes Bürgerhaus kaufte und abreißen ließ, ansonsten hat die Fläche keine wesentlichen Änderungen erfahren. Durch die zahlreiche Bars und Restaurants an und um den Mehlplatz gilt er heute als Teil des Grazer „Bermudadreiecks“, eines durch Kulinarik und reges Nachtleben charakterisierten Bereichs der Altstadt. Im Haus Mehlplatz 2 befindet sich seit 1923 das Schubert Kino.

## Liste bedeutender Bauten und Denkmäler
Siehe auch die Liste der denkmalgeschützten Objekte in Graz/Innere Stadt.
| Name & Adresse                                | Bild | Kurzbeschreibung |
| --------------------------------------------- | ---- | --- |
| Palais Inzaghi Mehlplatz 1 = Färbergasse 12   |      | Das denkmalgeschützte Palais Inzaghi ist ein freistehender, L-förmiger Bau, der den Mehlplatz vom Färberplatz trennt. Er geht auf das 16. Jahrhundert zurück. Die zum Mehlplatz ausgerichtete Hauptfassade erhielt ihre aktuelle, barocke Gestaltung durch Johann Georg Stengg. Die Fassade an der Südseite des Färberplatzes hat noch viele Elemente der Renaissance, darunter einen Erker, und wurde im Barock lediglich aufgestockt. |
| Ehem. Pöllauer Stiftshof Mehlplatz 2          |      | Das denkmalgeschützte, langgestreckte Palais mit zwei Höfen wurde zwischen 1548 und 1568 nach Plänen von Marco Dionisio Taddei für Wolfgang von Stubenberg errichtet. Aus dieser Zeit stammen auch die beiden Renaissance-Portale, deren östliches (rechtes) zu den schönsten in Graz gehört. Um 1720 wurde der Bau als Hof des Stiftes Pöllau adaptiert. Weitere Umbauten erfolgten 1785/90 durch die Grafen von Kottulinsky, aus dieser Zeit stammt die Fassade im Plattenstil. Deren schwarzer Anstrich erfolgte 1999 anlässlich einer Ausstellung („Die Farben Schwarz“) im damaligen Landesmuseum Joanneum. Im Erdgeschoß des Gebäudes befindet sich seit 1923 das Schubert Kino. |
| So genannter „Glockenspielkeller“ Mehlplatz 3 |      | Dieses denkmalgeschützte Bürgerhaus am Übergang zum Glockenspielplatz entwickelte sich aus mindestens zwei Häusern aus der ersten Hälfte des 16. Jahrhunderts. Im Erdgeschoß ist ein spätgotisches Gewölbe erhalten. Das Haus wurde im 17. und 18. Jahrhundert erweitert, die heutige Fassade stammt aus dem späten 18. Jahrhundert. |
| Bürgerhaus Mehlplatz 4                        |      | Bei dem denkmalgeschützten Bau handelt es sich um ein stattliches Bürgerhaus, das um 1708 wohl aus älteren Strukturen entstand. Bemerkenswert ist die Fassade mit Kolossalpilastern, reichem Stuck und einem Madonnenrelief aus der Entstehungszeit des Hauses. |